# Lutzsimulium hirticosta
Lutzsimulium hirticosta är en tvåvingeart som först beskrevs av Lutz 1909.  Lutzsimulium hirticosta ingår i släktet Lutzsimulium och familjen knott. Inga underarter finns listade i Catalogue of Life.